# Галаасия
Галаасия́ (узб. Galaosiyo / Галаосиё) — город, административный центр Бухарского района Бухарской области Узбекистана.
Город расположен в 9 км от железнодорожной станции Бухара-2. Население — 17 306 человек (на 2012 год).